# Хлібне (Казахстан)
Хлі́бне (каз. Хлебное) — село у складі Сандиктауського району Акмолинської області Казахстану. Входить до складу Баракпайського сільського округу.
Населення — 58 осіб (2021; 228 у 2009, 695 у 1999, 923 у 1989).
Національний склад станом на 1989 рік:
- росіяни — 39 %;
- казахи — 37 %.